# Охорона здоров'я в Угорщині

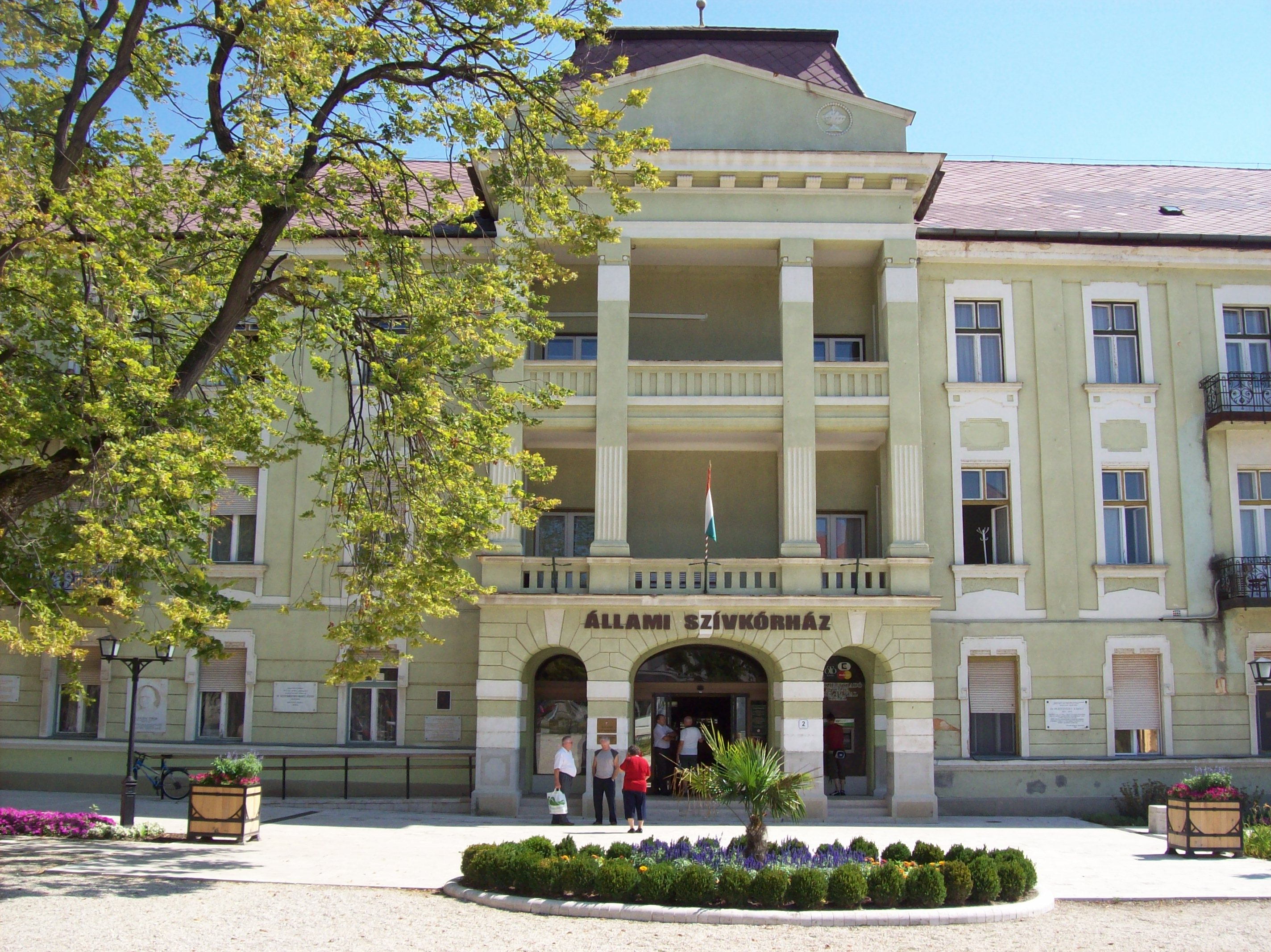
Державний госпіталь Серця в Балатонфюреді

В Угорщині прийнята обов'язкова система охорони здоров'я, якою керує Національний фонд медичного страхування (угор. Országos Egészségbiztosítási Pénztár (OEP)) і яка існує на кошти платників податків. Згідно з даними ОЕСР, все населення забезпечене страхуванням, яке є безкоштовним для дітей до 16 років, батьків-одинаків, студентів, пенсіонерів (від 62 років), людей з доходом нижче прожиткового мінімуму, осіб з інвалідністю (зокрема психічно хворих) і релігійних діячів. З 1993 по 2013 роки середня тривалість життя зросла на 7,48 років у чоловіків і на 4,92 року у жінок; дитяча смертність у 2014 році становила 4,6 на 1000 новонароджених. Витрати Угорщини на медичне страхування склали 7,8 % від ВВП в 2012 році; загальні витрати склали 1668,7 доларів США на людину в 2011 році (1098,3 доларів США від держави — 65 %, 590,4 доларів США від приватних осіб — 35 %).
З країн ОЕСР зарплата лікарів Угорщини — найнижча; звичайним лікарям платять 140 % від середньої зарплати, фахівцям у лікарнях — 160 %.

## Розвиток системи медичного страхування

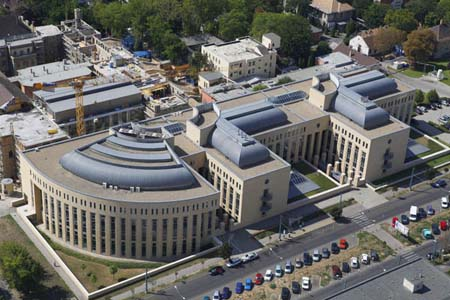
Лікарня Ужок, Будапешт

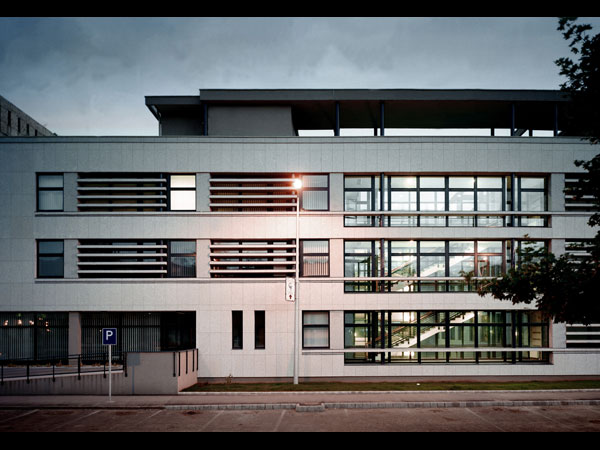
Центр кардіології і кардіохірургії, Печ

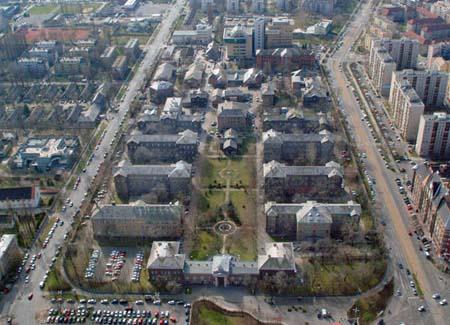
Клініка Святого Іштвана на проспекті Улльої, Будапешт. Разом з лікарнею Святого Ласло утворює найбільший медичний центр в Угорщині

Перші лікарні з'явилися в Угорщині в XIII столітті, в шахтарських містах. У 1496 році Яношом Турзо було засновано де-факто перше товариство медичного страхування для гірників.
У 1907 році було утворено перше зареєстроване товариство медичного страхування — «Національний фонд допомоги хворим і постраждалим внаслідок нещасних випадків робітникам» (угор. Országos Munkásbetegsegélyező és Balesetbiztosító Pénztár). У 1928 році був утворений Національний інститут соціального страхування (угор. Országos Társadalombiztosítási Intézet), що стало першим кроком до створення загальнонаціональної системи медичного страхування. У 1938 році були утворені всі соціальні служби, що зробило Угорщину найпрогресивнішою в плані страхування з країн Центральної та Східної Європи. У повоєнні роки комуністичний уряд провів повну націоналізацію соціального страхування, зробивши систему охорони здоров'я Угорщини державною, доступною повсюдно для всіх громадян Угорщини.
Після переходу до вільного ринку почався новий етап перетворення системи охорони здоров'я. У 1993 році був утворений Фонд національної охорони здоров'я (угор. Országos Egészségbiztosítási Pénztár). Фонд, заснований на системі соціального страхування, є громадською організацією, яка контролює медичне страхування в Угорщині. 83 % фінансування Фонду становлять податки. Участь у схемі страхування обов'язкова для всіх працевлаштованих громадян (зокрема й самозайнятих). До Фонду підключено багато приватних клінік.
У зв'язку з колишньою політикою прийняття на роботу, в угорських лікарнях звичайними є такі явища, як скорочення лікарів і нестача медсестер, що розцінюється експертами як нерозумне використання людських ресурсів. Ще одним типовим явищем угорської охорони здоров'я є подарунки лікарям у вигляді деяких сум в обмін на доступ до більш якісного лікування: згідно з даними індексу Євро Здоров'я 2015 року, Угорщина належала до тих країн, де пацієнти найчастіше неофіційно доплачували лікарям за послуги. При цьому надання медичної допомоги для угорських громадян і громадян Євросоюзу, яке визнане «вкрай необхідним», є безкоштовним.

## Інфраструктура
З урахуванням того, що Світовий банк класифікує Угорщину як країну з високим рівнем доходів, експерти стверджують про розвинену систему охорони здоров'я. За статистикою, середній час прибуття машини з Національної служби швидкої допомоги (угор. Országos Mentőszolgálat) становить не більше 15 хвилин. У 2013 році було побудовано 20 нових станцій швидкої допомоги та оновлено ще 60 шляхом закупівель 200 автомобілів.
У 2009 році в Сентеші було відкрито станцію з вертолітним майданчиком, яка дозволяє перевозити хворих і по повітрю. Всього в країні налічується 7 подібних великих станцій: в Будайорші, Балатонфюреді, Шармеллеку, Печі, Сентеші, Дебрецені і Мішкольці. Середній час прибуття вертольота також становить 15 хвилин, в зоні дії майданчиків — до 85 % території країни. Вертолітні майданчики є у всіх національних і регіональних лікарнях, зокрема при інститутах швидкої допомоги в Будапешті, Печі, Сегеді і Дебрецені.

## Медичний туризм

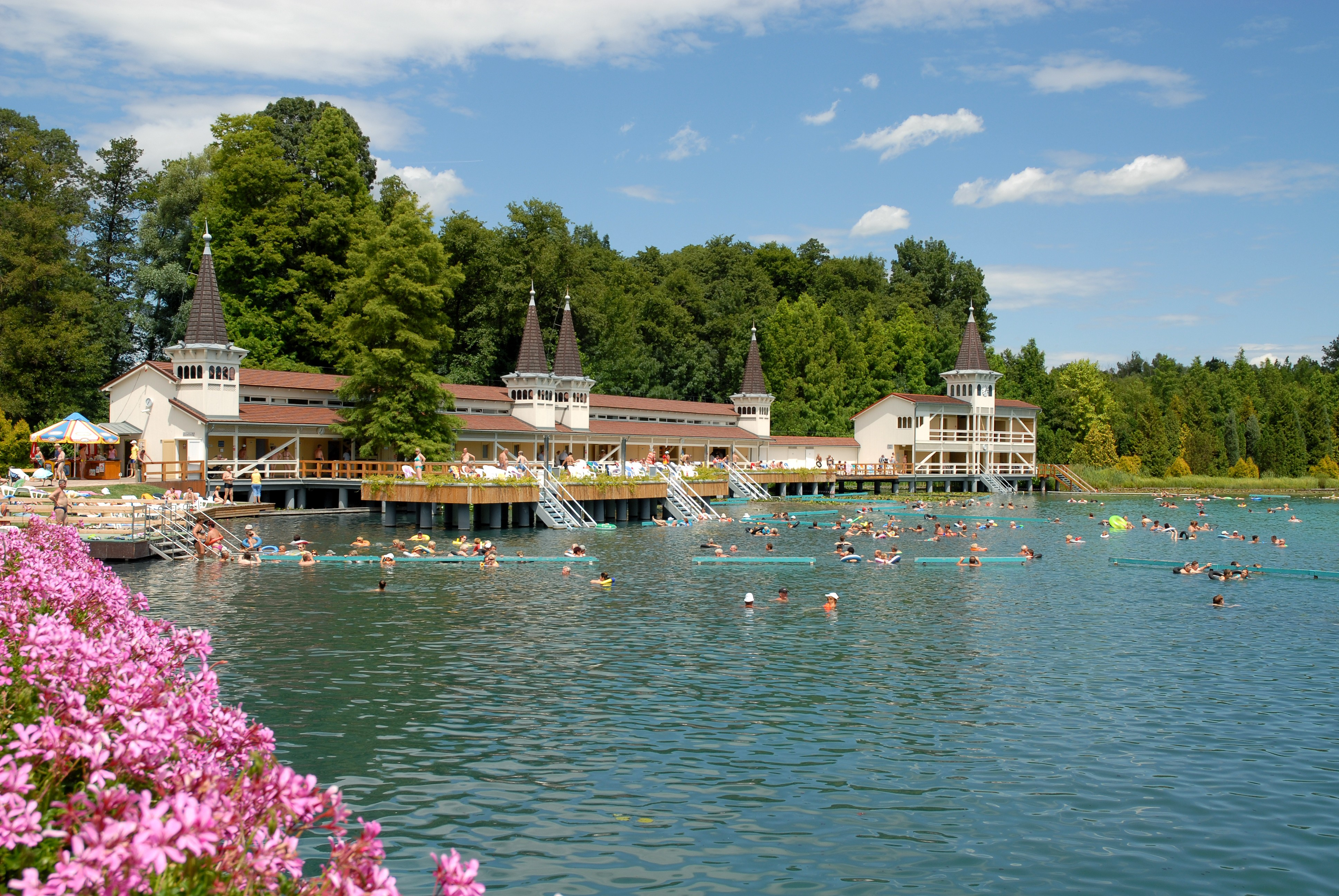
Озеро Хевіз, друге за площею термальне джерело в світі

Угорщина користується славою у туристів, як основний напрямок медичного туризму: країна є, зокрема, лідером у стоматологічному туризмі, маючи свою частку розміром 42 % в Європі і 21 % в світі. У 1980-ті роки першими такими туристами стали німці ФРН і австрійці, які шукали недороге і високоякісне медичне обслуговування. Після відходу комуністів з поста керівної партії медичний туризм став прибутковою справою: щорічно від 60 до 70 тисяч чоловік відвідують Угорщину для лікування зубів, що приносить у цій сфері дохід в 65-70 млрд. форинтів (близько 325—350 млн. доларів США). Вартість медичних послуг в Угорщині становить від 40 до 70 % вартості тих самих послуг у Великій Британії, США або країнах Скандинавії. Найпопулярніші медичні послуги — стоматологія, косметична хірургія, ортопедія, реабілітація хворих на серцево-судинні захворювання, лікування безпліддя, дерматологія, омолодження, боротьба проти ожиріння і наркотичної залежності, операції з коригування зору. Також важливим сектором є пластична хірургія: до 30 % клієнтів пластичних хірургів — іноземні громадяни; вартість послуг пластичної хірургії може бути знижена на 40-80 %. В Угорщині також знаходиться низка гарячих джерел (озеро Хевіз, купальня Сечені тощо), які популярні серед туристів.